# Myonycteris torquata
Myonycteris torquata é uma espécie de morcego da família Pteropodidae. Pode ser encontrada na África Ocidental e Central.